# Municipio de Richland (condado de Miami, Kansas)
El municipio de Richland (en inglés: Richland Township) es un municipio ubicado en el condado de Miami en el estado estadounidense de Kansas. En el año 2010 tenía una población de 2051 habitantes y una densidad poblacional de 11,26 personas por km².

## Geografía
El municipio de Richland se encuentra ubicado en las coordenadas 38°40′21″N 94°59′13″O / 38.67250, -94.98694. Según la Oficina del Censo de los Estados Unidos, el municipio tiene una superficie total de 182.09 km², de la cual 171.07 km² corresponden a tierra firme y (6.05%) 11.02 km² es agua.

## Demografía
Según el censo de 2010, había 2051 personas residiendo en el municipio de Richland. La densidad de población era de 11,26 hab./km². De los 2051 habitantes, el municipio de Richland estaba compuesto por el 97.37% blancos, el 0.63% eran afroamericanos, el 0.39% eran amerindios, el 0.15% eran asiáticos, el 0.1% eran isleños del Pacífico, el 0.54% eran de otras razas y el 0.83% pertenecían a dos o más razas. Del total de la población el 0.93% eran hispanos o latinos de cualquier raza.